# Шевченко, Андрей Николаевич
Андре́й Никола́евич Шевче́нко (укр. Андрій Миколайович Шевченко; род. 29 сентября 1976, Яготин, Киевская область) — украинский футбольный тренер, спортивный функционер и политический деятель, ранее выступавший как футболист на позиции нападающего. Заслуженный мастер спорта Украины. Герой Украины (2004). Национальная легенда Украины (2022). Вице-президент НОК Украины с 18 ноября 2022 года. Внештатный советник президента Украины с 26 сентября 2023 года. С 25 января 2024 года — президент Украинской ассоциации футбола.
Шевченко играл в качестве нападающего за киевское «Динамо», «Милан», «Челси» и сборную Украины. С февраля по июль 2016 года был ассистентом тренера сборной Украины, которой в то время руководил Михаил Фоменко. В июле 2016 года, вскоре после выбывания сборной из Евро-2016, Шевченко был назначен главным тренером сборной Украины.
Шевченко занимает шестое место среди лучших бомбардиров во всех европейских турнирах с 67 голами. С 176 голами, забитыми за «Милан», он является вторым самым результативным игроком в истории клуба, а также лучшим бомбардиром миланского дерби (дерби между «Миланом» и миланским «Интером») с 14 голами. Кроме того, он является лучшим бомбардиром сборной Украины с 48 голами.
Карьера Шевченко была отмечена многими наградами, самой престижной из которых стал «Золотой мяч» в 2004 году (стал третьим украинцем после Олега Блохина и Игоря Беланова, получившим его). В том же году был включен Пеле в список ФИФА 100. Он выиграл Лигу чемпионов УЕФА в 2003 году в составе «Милана», а также завоевал различные титулы чемпиона и обладателя кубков в Украине, Италии и Англии. Шевченко также становился финалистом Лиги чемпионов в 2005 и 2008 годах. В 2005 году он был включён в список лучших игроков мира ФИФА.
В своей международной карьере нападающий довёл Украину в качестве капитана до четвертьфинала в своём первом в истории чемпионате мира в 2006 году, а также принял участие в Евро-2012 на своей родине.
28 июля 2012 года Шевченко объявил, что уходит из футбола в политику. На парламентских выборах в октябре 2012 года он выставил свою кандидатуру на выборах в украинский парламент, но его партия не смогла получить парламентское представительство.

## Ранние годы
Андрей Шевченко родился 29 сентября 1976 года в городе Яготин. Первые годы его жизни прошли в селе Дворковщина, затем в 1979 году семья переехала в Киев, в один из новых городских районов — Оболонь.
Первые шаги в футболе Андрей сделал на спортплощадке средней школы № 216 (здесь он учился с первого по десятый класс, в 1983—1993 годах). Играл за команду ЖЭКа, которой руководила инструктор-женщина. На одном из детских турниров Шевченко приметил тренер детско-юношеской спортивной школы киевского «Динамо» Александр Шпаков, пригласив в свой класс.
Родители Андрея поначалу были против увлечения сына. Николай Шевченко хотел, чтобы после окончания школы наследник пошёл по его стопам — стал военным. Да и ездить на тренировки нужно было через весь город. Но Шпаков убедил Николая Григорьевича и маму Андрея, Любовь Николаевну, в том, что у их ребёнка есть перспективы в футболе. Однако занятия спортом едва не были перечёркнуты аварией на АЭС в Чернобыле. Весной 1986 года киевских школьников спешно вывозили подальше от регионов, «помеченных» радиацией. Вернувшись домой, Андрей продолжил играть в футбол.
В 1990 году на товарищеском турнире «Кубок Иана Раша» Андрей стал лучшим бомбардиром, причём самым молодым из всех участников. Звезда футбольного клуба «Ливерпуль» и сборной Уэльса Иан Раш после матча подарил Шевченко новые бутсы.
Команда, в которой выступал Шевченко (в 1992 году Шпакова на тренерском посту сменит Александр Лысенко), в августе 1991 года стала победителем последнего первенства СССР среди юношей 1976 года рождения. В её составе Шевченко, начинавший на позиции опорного полузащитника, завоевал свои первые международные призы и титулы.

## Клубная карьера

### «Динамо» (Киев) (1993—1999)
В 1986 году Шевченко не удалось поступить в футбольную школу. Несмотря на это, он привлёк внимание скаутов киевского «Динамо», играя в молодёжном турнире. В 1990 году играл на Кубке Иана Раша, где он стал лучшим бомбардиром и получил бутсы от Иана Раша. В сезоне 1993/94 Шевченко стал лучшим бомбардиром «Динамо-2», забив 12 голов. Дебют Шевченко в основной команде состоялся 8 ноября 1994 года в Донецке в матче против «Шахтёра». Он забил свой первый гол за «Динамо» 1 декабря 1994 года в матче против «Днепра». Это был его единственный гол в этом сезоне, но в том же году он забил гол в одном из двух проведённых матчей в Лиге чемпионов. В следующем году Шевченко забил 16 голов в 31 играх лиги и выиграл чемпионат. В сезоне 1996/97 снова выиграл чемпионат, забив 6 голов в 20 играх.
Зимой 1996 года Валерий Газзаев, главный тренер «Спартак-Алании», вёл переговоры с киевским «Динамо» о приобретении Андрея Шевченко: хотя тот не отверг ни разу предложения клуба, но подчёркивал, что последнее слово останется за руководством киевской команды.
В сезоне 1997/98 он сделал хет-трик в матче против «Барселоны» и был признан лучшим украинским игроком в Лиге чемпионов. Шевченко забил 19 голов в 23 матчах в лиге и 6 голов в 10 матчах Лиги чемпионов. В сезоне 1998/99 Шевченко забил 33 гола и стал лучшим бомбардиром лиги с 18 голами. Также Шевченко стал лучшим бомбардиром Лиги чемпионов.
В свой первый период игры за «Динамо» он забил 106 голов во всех соревнованиях и выиграл пять чемпионатов Украины с 1995 по 1999 год, три Кубка Украины и звание лучшего бомбардира лиги сезона 1998/99.

### «Милан» (1999—2006)

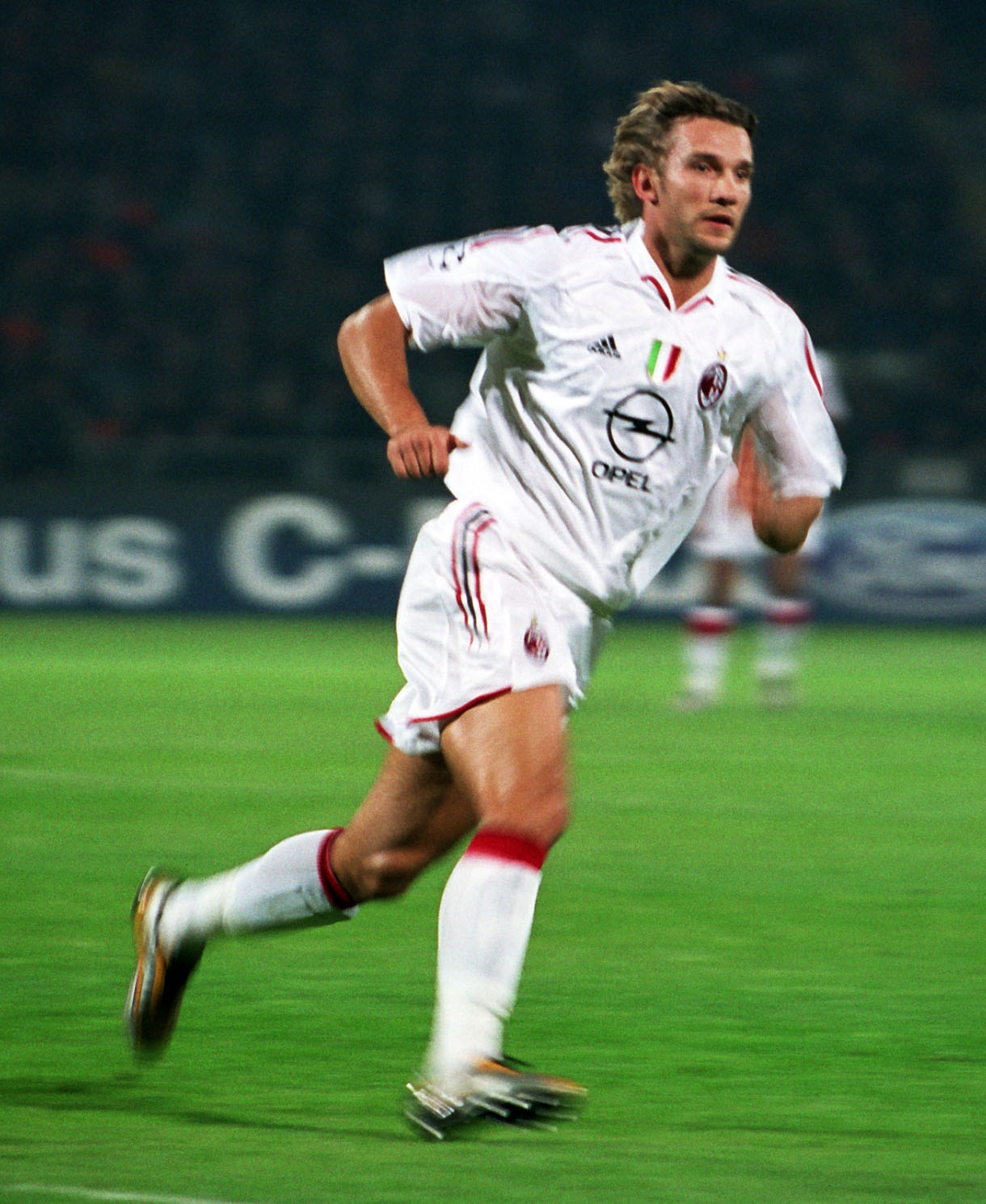
Шевченко в составе «Милана» во время матча Лиги чемпионов в 2004 году

В мае 1999 года Шевченко был куплен «Миланом» за 25 млн долл.. Шевченко дебютировал в команде 21 августа 1999 в матче на Суперкубок Италии против «Пармы». Его дебют в Серии А состоялся 28 августа 1999 в матче против «Лечче», в той же игре он забил свой первый гол за «Милан». В первый же год Шевченко стал лучшим бомбардиром чемпионата Италии, забив 24 гола, при этом забив три в ворота римского «Лацио» в одном из первых матчей (4:4). Главным его соперником в споре бомбардиров в те годы был Эрнан Креспо. В следующем сезоне Андрей повторил своё достижение (24 гола в чемпионате), но Креспо забил на два больше. В сезонах 2000/01 и 2001/02 соответственно Шева забил 34 гола в 51 официальных матчах (24 в лиге), но «Милан» не смог выиграть ни одного трофея. В том же сезоне он воссоединился с Кахой Каладзе, когда итальянский клуб подписал грузинского защитника из киевского «Динамо» в январе 2001 года. Сезон 2002/03 оказался более успешным. Пробыв несколько месяцев без футбола из-за травмы мениска, которую он получил в матче Лиги чемпионов против «Слована» из Либереца, Шевченко выиграл Кубок Италии и Лигу чемпионов, где он забил решающий гол в серии послематчевых пенальти в финале в ворота «Ювентуса». Он был первым украинским футболистом, выигравшим этот трофей. Через три дня Шевченко также выиграл Кубок Италии. В августе того же года он выиграл Суперкубок УЕФА. В сезоне 2003/04 Шевченко выиграл чемпионат Италии. Также он выиграл звание лучшего бомбардира лиги. Для «Милана» это был первый титул за последние 4 года, а для Шевченко ― второй в карьере. В августе 2004 года Шевченко также выиграл Суперкубок Италии, сделав в нём хет-трик. В декабре 2004 года Шевченко был награждён «Золотым мячом» как лучший игрок в Европе. В марте 2004 года он был внесён в список ФИФА 100, составленный Пеле. Также в 2004 году Шевченко получил звание Героя Украины.
Сезон 2004/05 «Милан» закончил на втором месте благодаря 17 голам Шевченко. Также Андрей забил 6 голов в 11 матчах Лиги чемпионов. «Милан» вышел в финал этого турнира, где команда проиграла «Ливерпулю» по пенальти 2:3. Матч закончился со счётом 3:3 после основного и дополнительного времени. В серии пенальти Шевченко пробил решающий удар, но его парировал вратарь. В сезоне 2005/06 Шевченко забил 19 голов в 28 играх в чемпионате и 9 голов в 12 матчах Лиги чемпионов. 23 ноября 2005 года в матче первого этапа Лиги чемпионов против «Фенербахче» забил четыре гола. Шевченко стал пятым футболистом, кому удалось забить более трёх мячей в одном матче Лиги чемпионов после Марко ван Бастена, Симоне Индзаги, Дадо Пршо и Руда ван Нистелроя. Шевченко второй раз в карьере забил не менее трёх мячей в матче Лиги чемпионов, впервые это ему удалось в 1997 году в составе киевского «Динамо». 8 февраля 2006 года Шевченко стал вторым бомбардиром в истории «Милана» после Гуннара Нордаля. Это случилось в матче против «Тревизо». Последней игрой Шевы за «Милан» был поединок с «Пармой» 7 мая 2006 года. Он был вынужден покинуть поле из-за травмы уже на восьмой минуте. 14 мая 2006 года в матче «Милан» — «Рома» болельщики с песнопениями и баннерами просили Шевченко остаться в «Милане». 12 мая 2006 года президент «Милана» Сильвио Берлускони сказал: «Шевченко хочет уехать в Англию». Это стало предметом обсуждения СМИ и множеством слухов. Несколько часов спустя Шевченко сказал:
Бесполезно прятать вещи. Когда я пошёл к президенту, мы говорили о многих вещах, в том числе о возможности поменять команду. Пока мы лишь поговорили, ничего не решено. Но я хочу уточнить, что мой возможный отъезд не связан с моими отношениями с «Миланом». Это было бы решением, принятым исключительно для моей семьи. Я выражаю огромную благодарность болельщикам за то, что они меня поддерживают.
Позже выяснилось, что Шевченко не будет продлевать контракт:
Я оставляю команду по семейным обстоятельствам, я благодарю клуб за всё, что вы дали мне. Я ушёл из-за экономических проблем клуба.
Решение было принято женой Шевченко, моделью Кристен Пазик. В интервью Шевченко заявил, что это было «совместное решение».

### «Челси» (2006—2008)
Летом 2005 года постоянно появлялись сообщения о том, что владелец «Челси» Роман Абрамович предложил «Милану» рекордную сумму в 73 млн евро и нападающего Эрнана Креспо в обмен на украинца. Итальянский клуб отклонил предложение, но взял Креспо в аренду. Главный исполнительный директор «Челси» Питер Кеньон сказал: «Я думаю, Шевченко — игрок такого типа, который мы хотим видеть в своих рядах. В конце концов, чтобы укрепить то, чего мы достигли, нам нужен великий игрок, и Шевченко определённо подпадает под эту категорию». Сам игрок заявил, что настойчивость Абрамовича была ключевым фактором его перехода. «Милан», отчаянно желая сохранить нападающего, предложил Шевченко продлить контракт на шесть лет.

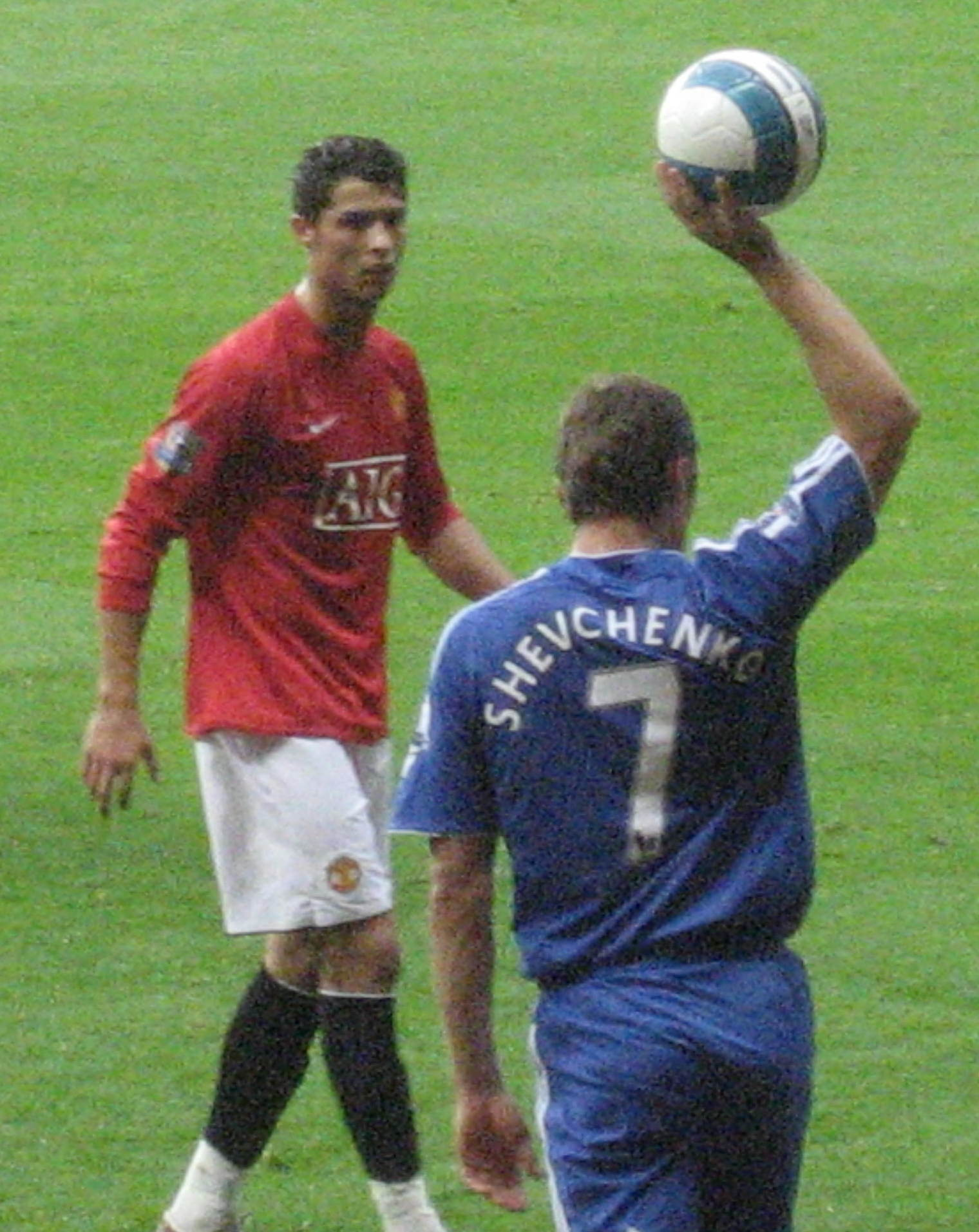
Андрей Шевченко и Криштиану Роналду, 23 сентября 2007 года

28 мая 2006 года Шевченко перешёл из «Милана» в «Челси» за 30,8 млн фунтов стерлингов (43,875 млн евро), превысив трансферную стоимость Майкла Эссьена за предыдущий год и побив рекорд по подписанию игрока английским клубом. Он получил футболку с номером 7, так как главный тренер «синих» Жозе Моуринью сказал, что Шевченко может продолжать носить её.
13 августа 2006 года Шевченко дебютировал за «Челси» в Суперкубке Англии, забив гол в ворота «Ливерпуля» (1:2). 23 августа он забил свой первый гол в Премьер-лиге — и свой 300-й гол в высшей лиге и международном футболе — в матче с «Мидлсбро» (2:1). Он забивал голы время от времени на протяжении всего сезона, включая голы против «Порту» и «Валенсии» в Лиге чемпионов 2006/07, а также гол против лондонского клуба «Тоттенхэм Хотспур» в Кубке Англии, который помог его команде выйти в полуфинал. В общей сложности он забил 14 мячей в 51 матче. В ходе кампании он забил свой 57-й гол в европейских турнирах, став вторым после Герда Мюллера в списке всех европейских бомбардиров, прежде чем Филиппо Индзаги сделал этот рекорд своим в Лиге чемпионов 2007/08. Сезон 2006/07 для Шевченко был прерван из-за травмы и операции по удалению грыжи. Он пропустил полуфинал Лиги чемпионов против «Ливерпуля» и финал Кубка Англии против «Манчестер Юнайтед» на новом стадионе «Уэмбли». Однако он начал игру за «Челси» в финале Кубка Лиги 2007 года против «Арсенала», в котором он попал в штангу, что не позволило «Челси» повести 3:1.
Шевченко получил свой шанс отличиться в сезоне 2007/08 против «Блэкберн Роверс», чтобы заменить травмированного Дидье Дрогба, но игра закончилась безрезультатно. Свой первый гол в сезоне он забил три дня спустя, сравняв счёт в матче против «Русенборга», который стал последней игрой Жозе Моуринью в качестве главного тренера «Челси». На протяжении всего сезона украинец не часто выходил в стартовом составе из-за травм и назначения Аврама Гранта после ухода Моуринью. Однако в рождественский период Шевченко набрал хорошую форму. Он забил первый гол в победном матче «Челси» над «Сандерлендом» (2:0) и был признан лучшим игроком матча в ничейном матче «Челси» с «Астон Виллой» (4:4) на «Стэмфорд Бридж», забив дважды (включая потрясающий удар с 25 м в левый верхний угол) и ассистировав Алексу, сделав счёт 3:2 в пользу «пенсионеров». Свой последний гол Шевченко забил в сезоне 2007/08 в ничейном матче с «Болтон Уондерерс» (1:1). Он закончил сезон с пятью голами в 17 играх.

### Аренда в «Милан» (2008—2009)

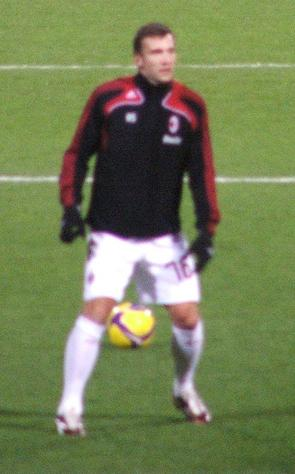
Шевченко в составе «Милана» в 2008 году

23 августа 2008 года, после двух лет в Лондоне, официальный сайт «Челси» сообщил о возвращении Шевченко в «Милан» в годичную аренду с возможным правом выкупа. По возвращении футболка с номером 7, который ранее был символом игрока в рядах «россонери», уже была закреплена за Алешандре Пато, поэтому украинский игрок выбрал номер 76, или две последние цифры года своего рождения.
Он дебютировал на «Сан-Сиро» в начале второго тайма матча против «Болоньи» (1:2). 2 октября в первом раунде Кубка УЕФА в матче против «Цюриха» Андрей Шевченко забил свой первый гол после возвращения в итальянский клуб. Игрок не смог забить ни одного гола в чемпионате и забил только 2 гола в 26 матчах, выйдя в старте только в девяти из них. Он вернулся в Англию на последний год своего четырёхлётнего контракта, где к нему присоединился его многолетний тренер Карло Анчелотти. Несмотря на свой последний неудачный сезон, Шевченко остается вторым лучшим бомбардиром в истории «Милана» со 175 голами, уступая только Гуннару Нордалю, который забил 221 гол в футболке «россонери».

### Возвращение в «Динамо» (2009—2012)

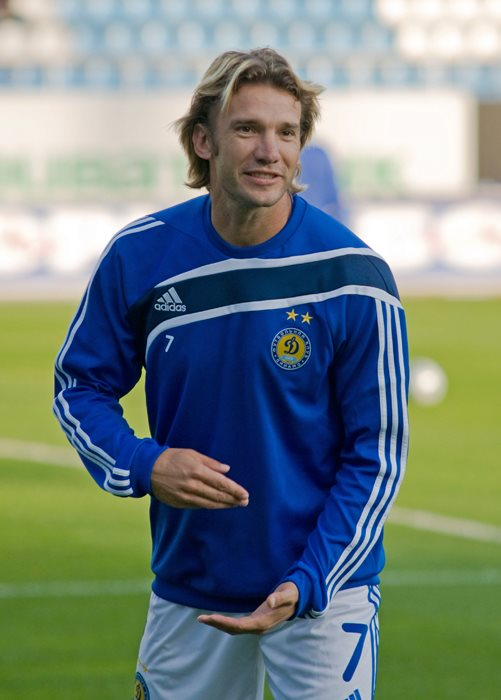
После возвращения в «Динамо» в 2009 году

29 августа Шевченко подписал контракт с киевским «Динамо» по схеме 2+1, получив седьмой номер. 31 августа в домашней игре с донецким «Металлургом» дебютировал и забил первый мяч (с пенальти). Игре сопутствовал ажиотаж — стадион был переполнен. Шевченко после игры признался: «Я знал, что меня любят в Киеве, но что настолько — даже представить не мог». 4 ноября в матче Лиги чемпионов между «Динамо» и «Интером» забил гол и был признан лучшим игроком матча несмотря на то, что киевляне уступили со счётом 1:2. Это был первый гол Шевченко в Лиге чемпионов за 2 года и 16-й в ворота «Интера» за всю карьеру. В сезоне 2009/10 Валерий Газзаев, тренер киевского «Динамо», использовал Шевченко преимущественно на флангах атаки.
В начале сезона 2010/11 стал капитаном команды. В начале 2011 года новый главный тренер Юрий Сёмин назначил капитаном ветерана команды Шовковского.

## Карьера в сборной
За сборную Украины, которую он представлял на чемпионате мира 2006 года и Евро-2012, Шевченко сыграл 111 матчей и забил 48 голов. Он надел свою первую национальную форму в 1995 году, а свой первый международный гол забил в мае 1996 года в товарищеском матче против сборной Турции.
Во время квалификации к чемпионату мира 1998 года игрок забил трижды, когда сборная Украины заняла 2-е место в группе G и получила место в плей-офф. Украина проиграла сборной Хорватии с общим счётом 3:1, команде, которая заняла 3-е место в финальной части чемпионата мира 1998 года, причём Шевченко забил гол Украины в домашнем матче.
В отборочном турнире Евро-2000 сборная Украины снова попала в стыковые матчи, уступив чемпионам мира сборной Франции одно очко в группе 4. Однако на стадии плей-офф команда снова потерпела неудачу, проиграв сборной Словении. В целом, Шевченко забил два раза за сборную во время отборочной кампании Евро-2000.

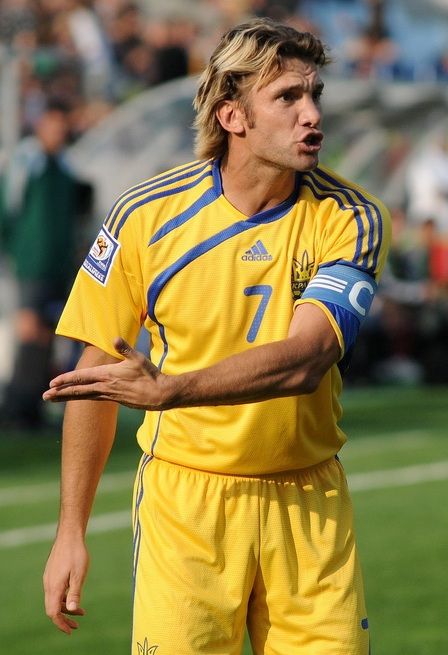
Шевченко в составе сборной Украины, 2009 год

В марте 2000 года главный тренер «Динамо» Валерий Лобановский стал тренером сборной Украины, поставив перед собой цель квалифицироваться в финальную часть чемпионата мира 2002 года. Шевченко забил десять голов в отборочном турнире, но Украина снова не прошла квалификацию, проиграв в плей-офф, на этот раз против сборной Германии. Затем он забил в общей сложности три гола в отборочном цикле Евро-2004, но команда не смогла выйти в плей-офф, заняв 3-е место в группе 6, уступив сборной Греции и сборной Испании.
Шевченко забил шесть голов в отборочном турнире к чемпионату мира 2006 года, чтобы вывести свою страну на первый в её истории крупный турнир. Он был капитаном команды в финальной части и забил гол в первой в истории Украины победной игре на чемпионатах мира, в которой украинцы обыграли сборную Саудовской Аравии со счётом 4:0. Затем он забил победный гол с пенальти, когда Украина обыграла сборную Туниса (1:0) и прошла во второй раунд, где, несмотря на промах Шевченко с их первым ударом, Украина выбила сборную Швейцарии по пенальти. Затем на стадии четвертьфинала Украина была обыграна со счётом 0:3 будущими чемпионами — сборной Италии.
Сыграв всего 2 матча за «Милан» в сезоне 2008/09, Шевченко по-прежнему был первым выбором для сборной Украины, и он забил сравняв счёт в отборочном матче чемпионата мира 2010 года против сборной Англии на стадионе «Уэмбли». Однако Украина проиграла матч со счётом 1:2 после того, как его бывший партнёр по команде «Челси» Джон Терри забил со штрафного удара, поставленного Дэвидом Бекхэмом.

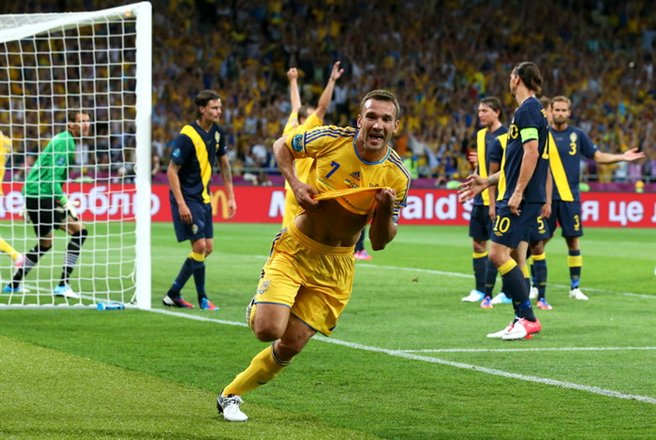
Последний гол Шевченко в профессиональной карьере, который он забил в ворота сборной Швеции, 11 июня 2012

В интервью УЕФА от 21 декабря 2009 года Андрей Шевченко заявил, что очень хочет сыграть на Евро-2012 в родной стране:
После обидной квалификации чемпионата мира 2010 года это мой новый вызов, или даже мечта. Сделаю всё, чтобы достичь её.
В мае 2012 года Шевченко был включён в состав сборной Украины на Евро-2012. В стартовом матче Шевченко забил два мяча головой, которые позволили сборной Украине победить сборную Швеции со счётом 2:1 в группе D. В заключительном матче сборной Украины против сборной Англии Марко Девич забил «гол-призрак» во втором тайме, и Украина проиграла со счётом 0:1 после гола Уэйна Руни. Удар Девича был выбит из-за линии ворот сборной Англии бывшим партнёром Шевченко по «Челси» Джоном Терри под взглядом дополнительного помощника судьи, стоявшего рядом с воротами (что было подтверждено видеоповторами). Этот инцидент вновь открыл дебаты о технологии определения линии ворот в футболе. Повторы, однако, также показали, что Артём Милевский должен был оказаться в офсайде перед ударом Девича. После этой игры Шевченко объявил о своём уходе из сборной, став самым молодым и самым возрастным бомбардиром и рекордсменом Украины с 48 голами в 111 матчах.

## Стиль игры

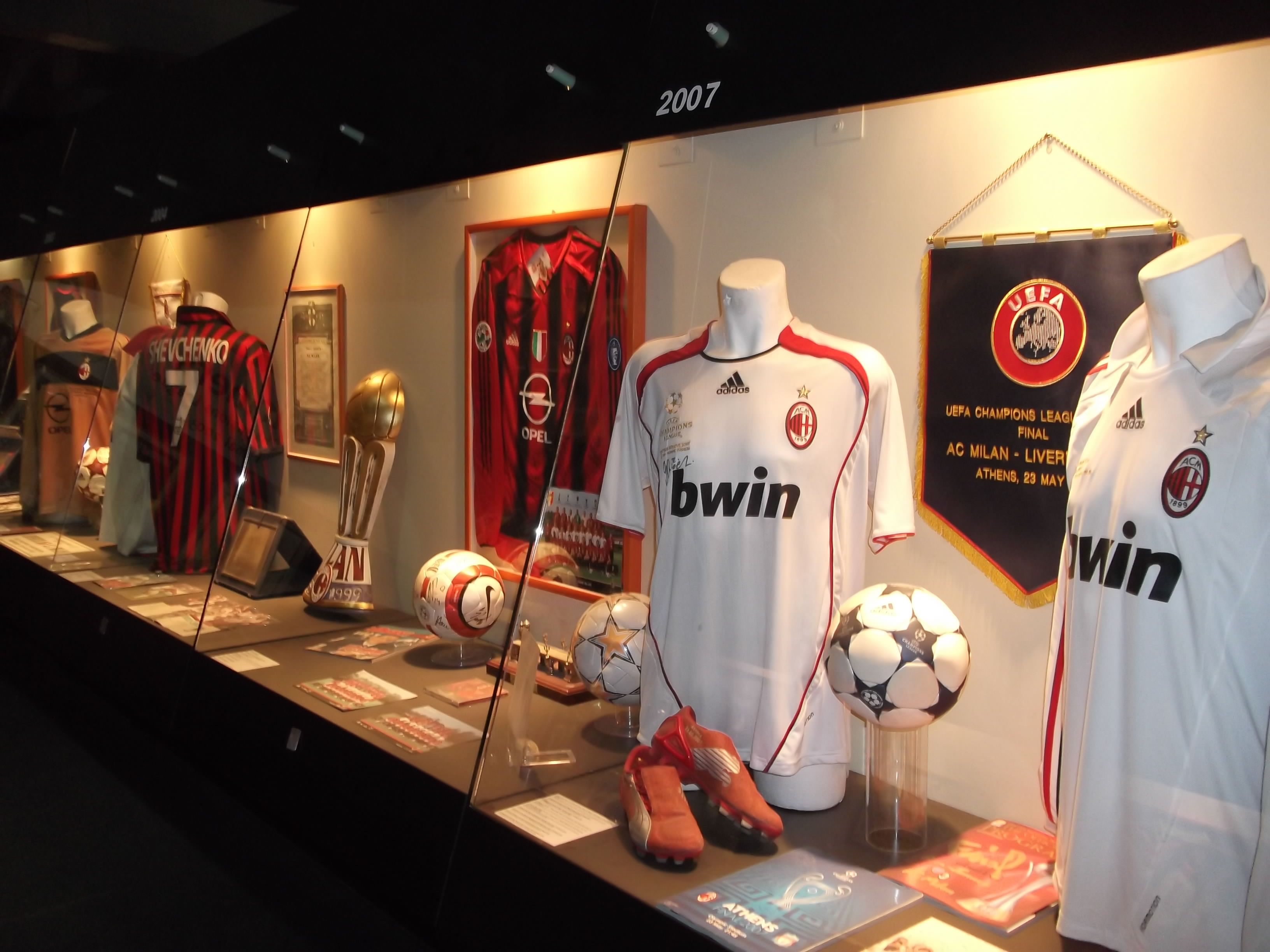
Футболка Шевченко с 7 номером в клубном музее «Милана» на «Сан Сиро»

Быстрый, трудолюбивый, энергичный и всесторонне развитый нападающий, Шевченко был плодовитым и очень оппортунистичным бомбардиром, который обычно использовался в качестве крайнего нападающего на позиции центрального форварда, хотя он был способен действовать в любой точке передней линии, и часто играл в свободной роли, в которой он мог атаковать с левого фланга и обходить защитников, забегая в штрафную площадь, благодаря своему темпу и движению от мяча. Временами он также занимал более широкую позицию в качестве прямого вингера на левом фланге, особенно в начале своей карьеры, а также во время своего второго пребывания в киевском «Динамо» в более поздние годы; он также был способен играть справа. Украинец также был эффективен при розыгрыше штрафных, и был точным исполнителем пенальти. Сильный и физически развитый нападающий с голевым чутьём, он был известен прежде всего своим отличным позиционным чутьём, движением от мяча и умением завершать игру в пределах штрафной, а также хладнокровием перед воротами; кроме того, он обладал мощным и точным ударом с любой ноги, как изнутри, так и снаружи. Хотя известно, что он не часто участвовал в воздушных дуэлях, он также был хорош в воздухе благодаря своему умению бить головой. Эксперты часто сравнивали его с бывшим нападающим «Милана» Марко ван Бастеном, хотя он не был таким элегантным, как голландский форвард, он также обладал хорошей техникой; кроме того, несмотря на то, что в основном он был бомбардиром, он был способен играть на подстраховке своих партнёров по команде, а также забивать голы сам, благодаря своей игре в связке.
Против него было очень сложно играть. Нападающих, которые останавливались передо мной, я съедал. А Шева качался из стороны в сторону, постоянно двигался.Паоло Мальдини

## Политическая карьера
В конце 1990-х годов Шевченко и другие партнёры по киевскому «Динамо» публично поддерживали Социал-демократическую партию Украины (объединённую). Во время президентских выборов 2004 года игрок публично поддержал кандидата Виктора Януковича.
После завершения спортивной карьеры в июне 2012 года Шевченко сразу же присоединился к партии Украина — Вперёд! (ранее известная как Украинская социал-демократическая партия) и занял 2-е место в партийном списке на парламентских выборах в октябре 2012 года. И это несмотря на то, что месяцем ранее он заявлял, что после завершения игровой карьеры хочет стать тренером: «Это мир, который я понимаю, мир, в котором я хочу остаться». На выборах его партия набрала 1,58 % голосов по стране и не получила ни одного избирательного округа, поэтому не смогла получить парламентское представительство.
26 сентября 2023 года назначен внештатным советником Президента Украины.

## Тренерская карьера

### Сборная Украины

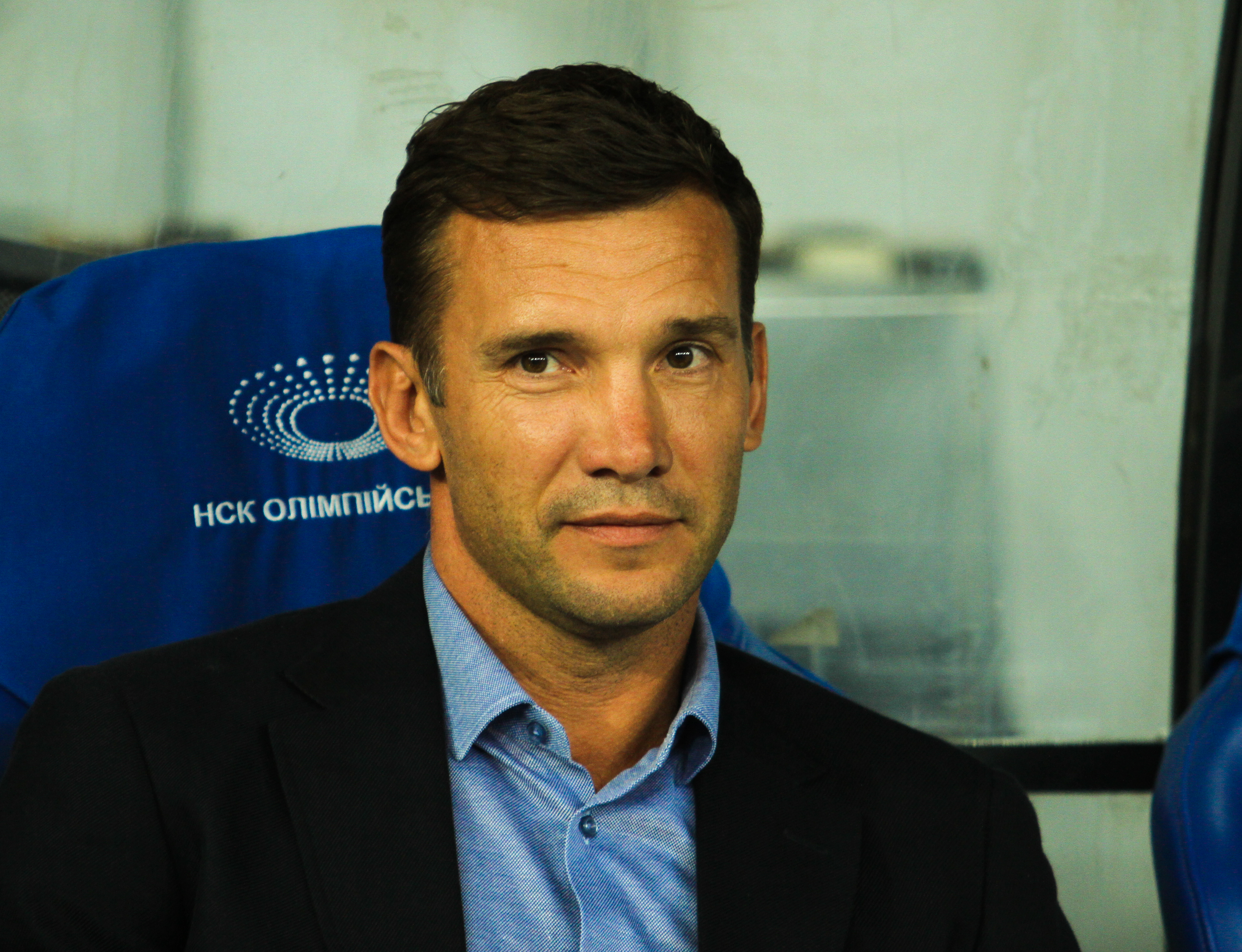
Шевченко в качестве главного тренера сборной Украины

12 ноября 2012 года ФФУ предложила ему вакантное место главного тренера сборной Украины. Впоследствии Шевченко отклонил все предложения по трудоустройству до окончания тренерских курсов, которые начал в апреле 2013 года и закончил в марте 2015 года, получив тренерскую лицензию PRO.
16 февраля 2016 года Шевченко вошёл в тренерский штаб сборной Украины, в составе которого принимал участие в Евро-2016.
15 июля 2016 года исполкомом ФФУ Шевченко был утверждён на пост главного тренера сборной Украины, сменив в должности Михаила Фоменко. 5 сентября 2016 года в первом официальном матче под руководством Шевченко украинская сборная в домашнем матче сыграла вничью 1:1 со сборной Исландии. Первую победу на посту главного тренера сборной Шевченко одержал 9 октября 2016, когда Украина обыграла сборную Косова со счётом 3:0. С командой он не квалифицировался на чемпионат мира 2018 года, однако успешно прошёл квалификацию на чемпионат Европы 2020 года. На самом турнире подопечные Шевченко сумели дойти до четвертьфинала, где со счётом 0:4 уступили сборной Англии. 1 августа 2021 года Шевченко покинул свой пост.
Вошёл в список лучших тренеров десятилетия (2011—2020) по версии МФФИИС (17-е место) и лучших тренеров национальных сборных по итогам года по версии МФФИИС (2019 — 8-е место, 2020 — 9-е место)

### «Дженоа»
7 ноября 2021 года с Шевченко был заключён трёхлетний контракт на пост главного тренера старейшего клуба Италии «Дженоа», выступающего в Серии А, но уже через два месяца, 15 января 2022 года он был уволен за провальные показатели: за истекший период клуб одержал всего одну победу в 11 матчах.

### Сборная Польши
В конце января 2022 года Польский футбольный союз и Андрей Шевченко заключили предварительное соглашение о назначении его на пост главного тренера сборной Польши по футболу. Однако, переговоры зашли в тупик и назначение так и не состоялось.

## Карьера функционера
25 января 2024 года был единогласно избран президентом Украинской ассоциации футбола.

## Мнения коллег
Шевченко — лучший форвард в мире. Потому что всегда доказывает свой высочайший уровень в решающих играх.Дидье Дрогба в 2005 году
Я многому научился у Шевченко. Он был и остаётся великим игроком. Это один из лучших бомбардиров Лиги чемпионов. Выходя на поле вместе с Андреем, я замечал, что он очень спокоен. Я также научился быть тише и сдержанней, выжидая идеального момента забить гол.Дидье Дрогба в 2010 году
Очень грустно узнать, что мой идол Андрей Шевченко завершил карьеру футболиста. Мой любимый игрок всех времён. Андрей всегда был лучшим футболистом для меня. Он был моим кумиром. Я встречался с ним пару раз в Италии. Могу сказать, что он не только отличный футболист, но и хороший человек.Эдин Джеко
Сам Шевченко называет лучшими партнёрами, с которыми ему приходилось играть, Кака и Реброва, а лучшими ассистентами — Пирло, Кака и Руй Кошту.

## Достижения и награды

### Командные
«Динамо» (Киев)
- Чемпион Украины (5): 1994/95, 1995/96, 1996/97, 1997/98, 1998/99
- Обладатель Кубка Украины (3): 1995/96, 1997/98, 1998/99
- Обладатель Суперкубка Украины: 2011

«Милан»
- Чемпион Италии: 2003/04
- Обладатель Кубка Италии: 2003
- Обладатель Суперкубка Италии: 2004
- Победитель Лиги чемпионов УЕФА: 2002/03
- Обладатель Суперкубка УЕФА: 2003

«Челси»
- Обладатель Кубка Англии: 2006/07
- Обладатель Кубка Футбольной лиги: 2006/07
- Обладатель Суперкубка Англии: 2009[107]

### Личные

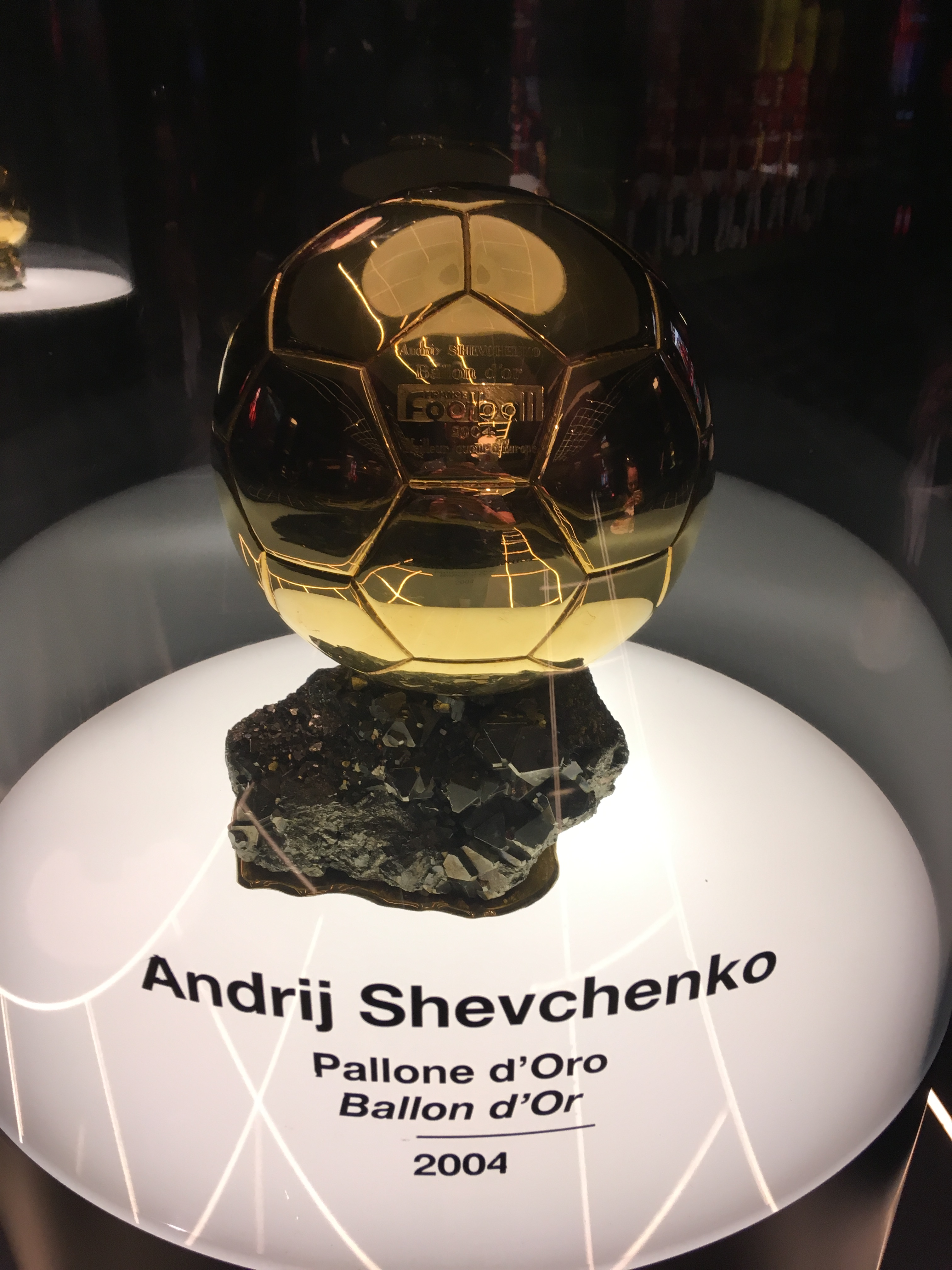
«Золотой мяч» Андрея Шевченко в музее «Милана» на Сан Сиро

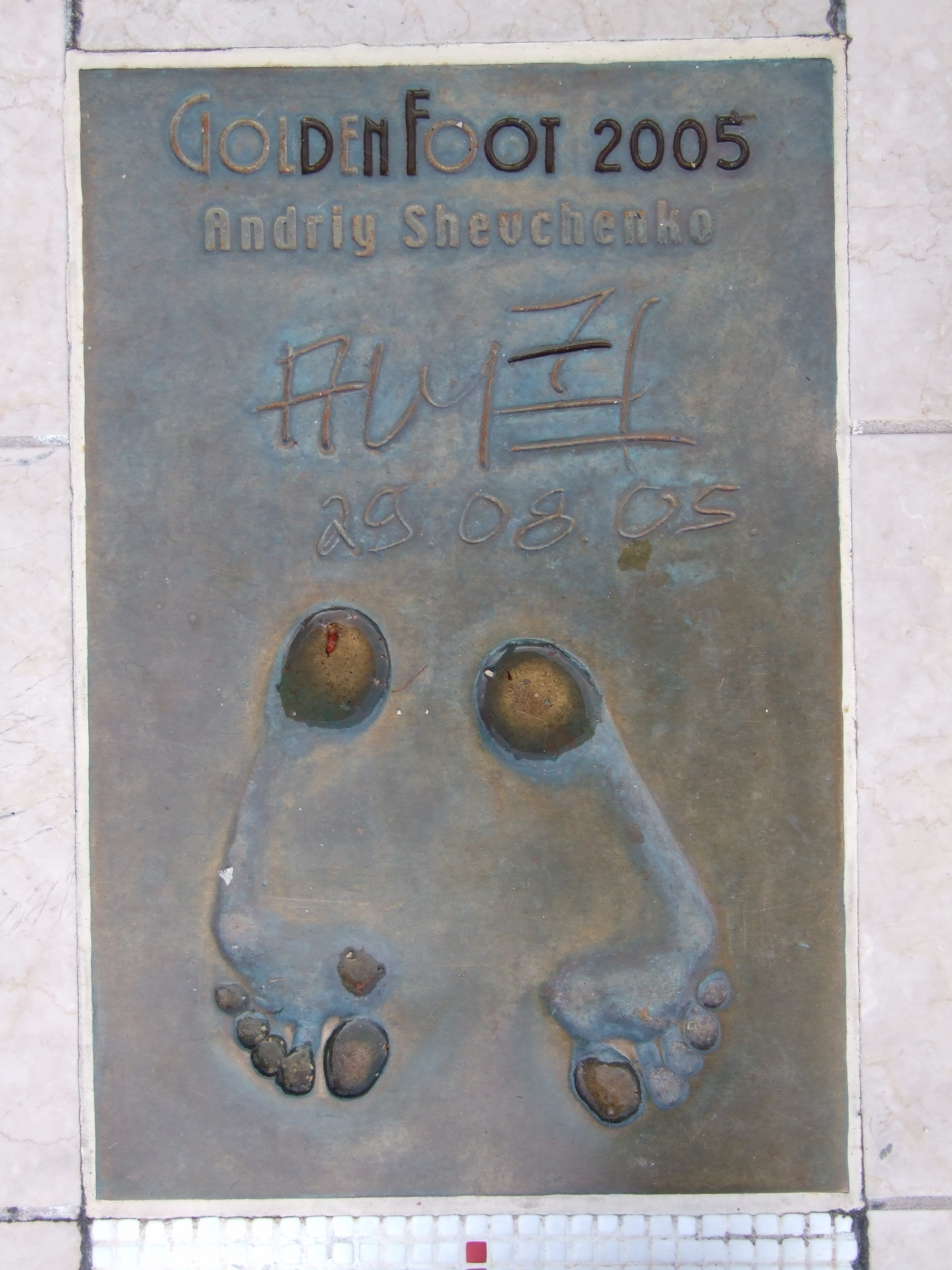
Слепок ног Шевченко по случаю завоевания им награды Golden Foot

- Обладатель «Золотого мяча» как лучший футболист Европы по версии France Football: 2004
- Футболист года на Украине (6): 1997, 1999, 2000, 2001, 2004, 2005
- Лучший бомбардир чемпионата Украины: 1999 (18 мячей)
- Лучший бомбардир чемпионата Италии (2): 2000 (24 мяча), 2004 (24 мяча)
- Лучший бомбардир Лиги чемпионов (2): 1999 (8 мячей), 2006 (9 мячей)
- Футболист года в чемпионате Украины: 1997
- Лучший иностранный футболист года в Италии: 2000
- Лучший гол года в Серии А по версии Guida al Campianato: 2001[108]
- Лучший гол года в Серии А по версии Oscar del calcio: 2004
- Лучший нападающий года по версии УЕФА: 1999
- Входит в состав команды года по версия УЕФА (2): 2004, 2005
- Входит в состав символической сборной года по версии «L’Équipe» (2): 2004, 2005
- В сборной мира по версии FIFPro: 2005
- Входит в состав символической сборной Европы по версии ESM (3): 1999, 2004, 2005
- Обладатель приза Golden Foot: 2005
- Обладатель «Бронзового мяча» по версии France football (2): 1999, 2000
- Третий футболист мира (по версии World Soccer) (3): 1999, 2000, 2004
- Третий футболист мира (по версии ФИФА): 2004
- Приз «Лучший футболист стран СНГ и Балтии» («Звезда») от газеты «Спорт-Экспресс» (2): 2004, 2005
- В списке ФИФА 100
- В списке величайших футболистов XX века (World Soccer)
- Лучший бомбардир отборочного турнира ЧМ-2002 в европейской зоне
- Спортсмен года на Украине: 1999
- Введён в зал славы клуба «Милан»[109]
- Введён в Зал славы итальянского футбола: 2024[110].

### Рекорды
- Лучший бомбардир в истории миланских дерби: 14 мячей
- Лучший бомбардир в истории сборной Украины: 48
- Рекордсмен сборной Украины по количеству проведённых матчей в качестве капитана: 58[111]
- Лучший украинский бомбардир, член Клуба Олега Блохина: 374 гола.

### Государственные награды
- Звание «Герой Украины» с вручением ордена Державы (31 декабря 2004 года — за исключительные спортивные достижения, выдающийся личный вклад в развитие украинского футбола, повышение авторитета Украины в мире)[112].
- Отличие Президента Украины «Национальная легенда Украины» (20 августа 2022 года — за выдающиеся личные заслуги в становлении независимой Украины и укреплении её государственности, защите Отечества и служении Украинскому народу, весомый вклад в развитие национального образования, искусства, спорта, здравоохранения, а также многолетнюю плодотворную общественную деятельность)[113].
- Кавалер Орден князя Ярослава Мудрого V степени (23 августа 2021 года)[114].
- Кавалер ордена «За заслуги» I степени (5 июля 2012 года)[115], II степени (4 июня 2003 года)[116], ІІІ степени (15 октября 1999)[117].
- Кавалер ордена «За мужество» III степени (19 августа 2006 года)[118].
- Командор ордена Звезды Италии (2018)[119].
- Почётный гражданин Киева.
- Заслуженный мастер спорта Украины: 2003.

## Статистика выступлений

### Клубная
| Клуб    | Сезон   | Чемпионат | Чемпионат | Чемпионат | Кубок   | Кубок   | Кубок   | Еврокубки | Еврокубки | Еврокубки | Прочее  | Прочее  | Прочее  | Всего   | Всего   |
| Клуб    | Сезон   | Сорев.    | Матчи     | Голы      | Сорев.  | Матчи   | Голы    | Сорев.    | Матчи     | Голы      | Сорев.  | Матчи   | Голы    | Матчи   | Голы    |
| Украина | Украина | Украина   | Украина   | Украина   | Украина | Украина | Украина | Украина   | Украина   | Украина   | Украина | Украина | Украина | Украина | Украина |
| ------- | ------- | --------- | --------- | --------- | ------- | ------- | ------- | --------- | --------- | --------- | ------- | ------- | ------- | ------- | ------- |
| Динамо  | 1994/95 | ЧУ        | 17        | 1         | КУ      | 4       | 1       | ЛЧ        | 2         | 1         | -       | -       | -       | 23      | 3       |
| Динамо  | 1995/96 | ЧУ        | 31        | 16        | КУ      | 5       | 1       | ЛЧ        | 2         | 2         | -       | -       | -       | 38      | 19      |
| Динамо  | 1996/97 | ЧУ        | 20        | 6         | -       | -       | -       | -         | -         | -         | -       | -       | -       | 20      | 6       |
| Динамо  | 1997/98 | ЧУ        | 23        | 19        | КУ      | 8       | 8       | ЛЧ        | 10        | 6         | -       | -       | -       | 41      | 33      |
| Динамо  | 1998/99 | ЧУ        | 26        | 18        | КУ      | 4       | 5       | ЛЧ        | 14        | 10        | -       | -       | -       | 44      | 33      |
| Италия  |         |           |           |           |         |         |         |           |           |           |         |         |         |         |         |
| Милан   | 1999/00 | А         | 32        | 24        | КИ      | 4       | 4       | ЛЧ        | 6         | 1         | СИ      | 1       | 0       | 43      | 29      |
| Милан   | 2000/01 | А         | 34        | 24        | КИ      | 3       | 1       | ЛЧ        | 14        | 9         | -       | -       | -       | 51      | 34      |
| Милан   | 2001/02 | А         | 29        | 14        | КИ      | 3       | 0       | КУ        | 6         | 3         | -       | -       | -       | 38      | 17      |
| Милан   | 2002/03 | А         | 24        | 5         | КИ      | 4       | 1       | ЛЧ        | 11        | 4         | -       | -       | -       | 39      | 10      |
| Милан   | 2003/04 | А         | 32        | 24        | КИ      | 1       | 0       | ЛЧ+СУ     | 11        | 5         | СИ+МК   | 1+0     | 1+0     | 46      | 29      |
| Милан   | 2004/05 | А         | 29        | 17        | -       | -       | -       | ЛЧ        | 10        | 6         | СИ      | 1       | 3       | 40      | 26      |
| Милан   | 2005/06 | А         | 28        | 19        | -       | -       | -       | ЛЧ        | 12        | 9         | -       | -       | -       | 40      | 28      |
| Англия  |         |           |           |           |         |         |         |           |           |           |         |         |         |         |         |
| Челси   | 2006/07 | АПЛ       | 30        | 4         | КА+КЛ   | 6+4     | 3+3     | ЛЧ        | 10        | 3         | СА      | 1       | 1       | 51      | 14      |
| Челси   | 2007/08 | АПЛ       | 17        | 5         | КА+КЛ   | 1+2     | 0+2     | ЛЧ        | 5         | 1         | -       | -       | -       | 25      | 8       |
| Италия  |         |           |           |           |         |         |         |           |           |           |         |         |         |         |         |
| Милан   | 2008/09 | А         | 18        | 0         | КИ      | 1       | 1       | КУ        | 7         | 1         | -       | -       | -       | 26      | 2       |
| Англия  |         |           |           |           |         |         |         |           |           |           |         |         |         |         |         |
| Челси   | 2009/10 | АПЛ       | 1         | 0         | -       | -       | -       | -         | -         | -         | -       | -       | -       | 1       | 0       |
| Украина |         |           |           |           |         |         |         |           |           |           |         |         |         |         |         |
| Динамо  | 2009/10 | ЧУ        | 21        | 7         | КУ      | 2       | 0       | ЛЧ        | 6         | 1         | -       | -       | -       | 29      | 8       |
| Динамо  | 2010/11 | ЧУ        | 18        | 10        | КУ      | 2       | 1       | ЛЧ+ЛЕ     | 4+8       | 2+3       | -       | -       | -       | 32      | 16      |
| Динамо  | 2011/12 | ЧУ        | 16        | 6         | КУ      | 1       | 0       | ЛЧ+ЛЕ     | 1+4       | 0         | -       | -       | -       | 22      | 6       |
| Динамо  | Динамо  | Динамо    | 172       | 83        |         | 26      | 16      |           | 51        | 25        |         | -       | -       | 249     | 124     |
| Милан   | Милан   | Милан     | 226       | 127       |         | 16      | 7       |           | 76        | 38        |         | 4       | 3       | 322     | 175     |
| Челси   | Челси   | Челси     | 48        | 9         |         | 7       | 3       |           | 15        | 4         |         | 7       | 6       | 77      | 22      |
| Всего   | Всего   | Всего     | 446       | 219       |         | 49      | 26      |           | 142       | 67        |         | 11      | 9       | 648     | 321     |

### В сборной
| Украина | 1995  | 2   | 0  |
| Украина | 1996  | 2   | 1  |
| Украина | 1997  | 9   | 4  |
| Украина | 1998  | 5   | 1  |
| Украина | 1999  | 9   | 2  |
| Украина | 2000  | 5   | 5  |
| Украина | 2001  | 9   | 6  |
| Украина | 2002  | 2   | 0  |
| Украина | 2003  | 8   | 3  |
| Украина | 2004  | 6   | 4  |
| Украина | 2005  | 6   | 2  |
| Украина | 2006  | 8   | 5  |
| Украина | 2007  | 8   | 3  |
| Украина | 2008  | 6   | 3  |
| Украина | 2009  | 9   | 4  |
| Украина | 2010  | 6   | 2  |
| Украина | 2011  | 5   | 1  |
| Украина | 2012  | 6   | 2  |
| Всего   | Всего | 111 | 48 |

| Матчи и голы Шевченко за сборную Украины | Матчи и голы Шевченко за сборную Украины | Матчи и голы Шевченко за сборную Украины | Матчи и голы Шевченко за сборную Украины | Матчи и голы Шевченко за сборную Украины | Матчи и голы Шевченко за сборную Украины |
| №                                        | Дата                                     | Соперник                                 | Счёт                                     | Голы                                     | Соревнование                             |
| ---------------------------------------- | ---------------------------------------- | ---------------------------------------- | ---------------------------------------- | ---------------------------------------- | ---------------------------------------- |
| 1                                        | 25 марта 1995                            | Хорватия                                 | 0:4                                      | —                                        | Отборочные матчи ЧЕ-1996                 |
| 2                                        | 29 марта 1995                            | Италия                                   | 0:2                                      | —                                        | Отборочные матчи ЧЕ-1996                 |
| 3                                        | 29 марта 1997                            | Албания                                  | 1:0                                      | —                                        | Отборочные матчи ЧМ-1998                 |
| 4                                        | 2 апреля 1997                            | Северная Ирландия                        | 2:1                                      | 1                                        | Отборочные матчи ЧМ-1998                 |
| 5                                        | 30 апреля 1997                           | Германия                                 | 0:2                                      | —                                        | Отборочные матчи ЧМ-1998                 |
| 6                                        | 7 мая 1997                               | Армения                                  | 1:1                                      | 1                                        | Отборочные матчи ЧМ-1998                 |
| 7                                        | 7 июня 1997                              | Германия                                 | 0:0                                      | —                                        | Отборочные матчи ЧМ-1998                 |
| 8                                        | 20 августа 1997                          | Албания                                  | 1:0                                      | —                                        | Отборочные матчи ЧМ-1998                 |
| 9                                        | 11 октября 1997                          | Армения                                  | 2:0                                      | 1                                        | Отборочные матчи ЧМ-1998                 |
| 10                                       | 11 ноября 1997                           | Хорватия                                 | 1:1                                      | 1                                        | Стыковые матчи ЧМ-1998                   |
| 11                                       | 15 июля 1998                             | Польша                                   | 1:2                                      | 1                                        | Товарищеский матч                        |
| 12                                       | 19 августа 1998                          | Грузия                                   | 4:0                                      | —                                        | Товарищеский матч                        |
| 13                                       | 5 сентября 1998                          | Россия                                   | 3:2                                      | —                                        | Отборочные матчи ЧЕ-2000                 |
| 14                                       | 10 октября 1998                          | Андорра                                  | 2:0                                      | —                                        | Отборочные матчи ЧЕ-2000                 |
| 15                                       | 14 октября 1998                          | Армения                                  | 2:0                                      | —                                        | Отборочные матчи ЧЕ-2000                 |
| 16                                       | 27 марта 1999                            | Франция                                  | 0:0                                      | —                                        | Отборочные матчи ЧЕ-2000                 |
| 17                                       | 31 марта 1999                            | Исландия                                 | 1:1                                      | —                                        | Отборочные матчи ЧЕ-2000                 |
| 18                                       | 5 июня 1999                              | Андорра                                  | 4:0                                      | —                                        | Отборочные матчи ЧЕ-2000                 |
| 19                                       | 9 июня 1999                              | Армения                                  | 0:0                                      | —                                        | Отборочные матчи ЧЕ-2000                 |
| 20                                       | 4 сентября 1999                          | Франция                                  | 0:0                                      | —                                        | Отборочные матчи ЧЕ-2000                 |
| 21                                       | 8 сентября 1999                          | Исландия                                 | 1:0                                      | —                                        | Отборочные матчи ЧЕ-2000                 |
| 22                                       | 9 октября 1999                           | Россия                                   | 1:1                                      | 1                                        | Отборочные матчи ЧЕ-2000                 |
| 23                                       | 13 ноября 1999                           | Словения                                 | 1:2                                      | 1                                        | Стыковые матчи ЧЕ-2000                   |
| 24                                       | 17 ноября 1999                           | Словения                                 | 1:1                                      | —                                        | Стыковые матчи ЧЕ-2000                   |
| 25                                       | 26 апреля 2000                           | Болгария                                 | 1:0                                      | 1                                        | Товарищеский матч                        |
| 26                                       | 31 мая 2000                              | Англия                                   | 0:2                                      | —                                        | Товарищеский матч                        |
| 27                                       | 2 сентября 2000                          | Польша                                   | 1:3                                      | 1                                        | Отборочные матчи ЧМ-2002                 |
| 28                                       | 7 октября 2000                           | Армения                                  | 3:2                                      | 2                                        | Отборочные матчи ЧМ-2002                 |
| 29                                       | 11 октября 2000                          | Норвегия                                 | 1:0                                      | 1                                        | Отборочные матчи ЧМ-2002                 |
| 30                                       | 1 сентября 2001                          | Беларусь                                 | 0:0                                      | —                                        | Отборочные матчи ЧМ-2002                 |
| 31                                       | 28 марта 2001                            | Уэльс                                    | 1:1                                      | 1                                        | Отборочные матчи ЧМ-2002                 |
| 32                                       | 2 июня 2001                              | Норвегия                                 | 0:0                                      | —                                        | Отборочные матчи ЧМ-2002                 |
| 33                                       | 6 июня 2001                              | Уэльс                                    | 1:1                                      | —                                        | Отборочные матчи ЧМ-2002                 |
| 34                                       | 1 сентября 2001                          | Беларусь                                 | 2:0                                      | 2                                        | Отборочные матчи ЧМ-2002                 |
| 35                                       | 5 сентября 2001                          | Армения                                  | 3:0                                      | 1                                        | Отборочные матчи ЧМ-2002                 |
| 36                                       | 6 октября 2001                           | Польша                                   | 1:1                                      | 1                                        | Отборочные матчи ЧМ-2002                 |
| 37                                       | 10 ноября 2001                           | Германия                                 | 1:1                                      | —                                        | Стыковые матчи ЧМ-2002                   |
| 38                                       | 14 ноября 2001                           | Германия                                 | 1:4                                      | 1                                        | Стыковые матчи ЧМ-2002                   |
| 39                                       | 17 апреля 2002                           | Грузия                                   | 2:1                                      | —                                        | Товарищеский матч                        |
| 40                                       | 20 ноября 2002                           | Словакия                                 | 1:1                                      | —                                        | Товарищеский матч                        |
| 41                                       | 12 февраля 2003                          | Турция                                   | 0:0                                      | —                                        | Товарищеский матч                        |
| 42                                       | 29 марта 2003                            | Испания                                  | 2:2                                      | —                                        | Отборочные матчи ЧЕ-2004                 |
| 43                                       | 30 апреля 2003                           | Дания                                    | 0:1                                      | —                                        | Товарищеский матч                        |
| 44                                       | 7 июня 2003                              | Армения                                  | 4:3                                      | 2                                        | Отборочные матчи ЧЕ-2004                 |
| 45                                       | 11 июня 2003                             | Греция                                   | 0:1                                      | —                                        | Отборочные матчи ЧЕ-2004                 |
| 46                                       | 20 августа 2003                          | Румыния                                  | 0:2                                      | —                                        | Товарищеский матч                        |
| 47                                       | 10 сентября 2003                         | Испания                                  | 1:2                                      | 1                                        | Отборочные матчи ЧЕ-2004                 |
| 48                                       | 11 октября 2003                          | Македония                                | 0:0                                      | —                                        | Товарищеский матч                        |
| 49                                       | 31 марта 2004                            | Македония                                | 0:1                                      | —                                        | Товарищеский матч                        |
| 50                                       | 18 августа 2004                          | Англия                                   | 0:3                                      | 1                                        | Товарищеский матч                        |
| 51                                       | 4 сентября 2004                          | Дания                                    | 1:1                                      | —                                        | Отборочные матчи ЧМ-2006                 |
| 52                                       | 9 октября 2004                           | Греция                                   | 1:1                                      | 1                                        | Отборочные матчи ЧМ-2006                 |
| 53                                       | 13 октября 2004                          | Грузия                                   | 2:0                                      | 1                                        | Отборочные матчи ЧМ-2006                 |
| 54                                       | 17 ноября 2004                           | Турция                                   | 3:0                                      | 2                                        | Отборочные матчи ЧМ-2006                 |
| 55                                       | 9 февраля 2005                           | Албания                                  | 2:0                                      | —                                        | Отборочные матчи ЧМ-2006                 |
| 56                                       | 4 июня 2005                              | Казахстан                                | 2:0                                      | 1                                        | Отборочные матчи ЧМ-2006                 |
| 57                                       | 8 июня 2005                              | Греция                                   | 1:0                                      | —                                        | Отборочные матчи ЧМ-2006                 |
| 58                                       | 17 августа 2005                          | Сербия и Черногория                      | 2:1                                      | —                                        | Товарищеский матч                        |
| 59                                       | 3 сентября 2005                          | Грузия                                   | 1:1                                      | —                                        | Отборочные матчи ЧМ-2006                 |
| 60                                       | 8 октября 2005                           | Албания                                  | 2:2                                      | 1                                        | Отборочные матчи ЧМ-2006                 |
| 61                                       | 8 июня 2006                              | Люксембург                               | 3:0                                      | 1                                        | Товарищеский матч                        |
| 62                                       | 14 июня 2006                             | Испания                                  | 0:4                                      | —                                        | Финальные матчи ЧМ-2006                  |
| 63                                       | 19 июня 2006                             | Саудовская Аравия                        | 4:0                                      | 1                                        | Финальные матчи ЧМ-2006                  |
| 64                                       | 23 июня 2006                             | Тунис                                    | 1:0                                      | 1                                        | Финальные матчи ЧМ-2006                  |
| 65                                       | 26 июня 2006                             | Швейцария                                | 0:0 (3:0 пен.)                           | —                                        | Финальные матчи ЧМ-2006                  |
| 66                                       | 30 июня 2006                             | Италия                                   | 0:3                                      | —                                        | Финальные матчи ЧМ-2006                  |
| 67                                       | 6 сентября 2006                          | Грузия                                   | 3:2                                      | 1                                        | Отборочные матчи ЧЕ-2008                 |
| 68                                       | 11 октября 2006                          | Шотландия                                | 2:0                                      | 1                                        | Отборочные матчи ЧЕ-2008                 |
| 69                                       | 7 февраля 2007                           | Израиль                                  | 1:1                                      | —                                        | Товарищеский матч                        |
| 70                                       | 28 марта 2007                            | Литва                                    | 1:0                                      | —                                        | Отборочные матчи ЧЕ-2008                 |
| 71                                       | 22 августа 2007                          | Узбекистан                               | 2:1                                      | —                                        | Товарищеский матч                        |
| 72                                       | 8 сентября 2007                          | Грузия                                   | 1:1                                      | —                                        | Отборочные матчи ЧЕ-2008                 |
| 73                                       | 12 сентября 2007                         | Италия                                   | 1:2                                      | 1                                        | Отборочные матчи ЧЕ-2008                 |
| 74                                       | 13 октября 2007                          | Шотландия                                | 1:3                                      | 1                                        | Отборочные матчи ЧЕ-2008                 |
| 75                                       | 17 ноября 2007                           | Литва                                    | 0:2                                      | —                                        | Отборочные матчи ЧЕ-2008                 |
| 76                                       | 21 ноября 2007                           | Франция                                  | 2:2                                      | 1                                        | Отборочные матчи ЧЕ-2008                 |
| 77                                       | 26 марта 2008                            | Сербия                                   | 2:0                                      | 1                                        | Товарищеский матч                        |
| 78                                       | 24 мая 2008                              | Нидерланды                               | 0:3                                      | —                                        | Товарищеский матч                        |
| 79                                       | 20 августа 2008                          | Польша                                   | 1:0                                      | —                                        | Товарищеский матч                        |
| 80                                       | 6 сентября 2008                          | Беларусь                                 | 1:0                                      | 1                                        | Отборочные матчи ЧМ-2010                 |
| 81                                       | 10 сентября 2008                         | Казахстан                                | 3:1                                      | 1                                        | Отборочные матчи ЧМ-2010                 |
| 82                                       | 11 октября 2008                          | Хорватия                                 | 0:0                                      | —                                        | Отборочные матчи ЧМ-2010                 |
| 83                                       | 1 апреля 2009                            | Англия                                   | 1:2                                      | 1                                        | Отборочные матчи ЧМ-2010                 |
| 84                                       | 6 июня 2009                              | Хорватия                                 | 2:2                                      | 1                                        | Отборочные матчи ЧМ-2010                 |
| 85                                       | 12 августа 2009                          | Турция                                   | 0:3                                      | —                                        | Товарищеский матч                        |
| 86                                       | 5 сентября 2009                          | Андорра                                  | 5:0                                      | 1                                        | Отборочные матчи ЧМ-2010                 |
| 87                                       | 9 сентября 2009                          | Беларусь                                 | 0:0                                      | —                                        | Отборочные матчи ЧМ-2010                 |
| 88                                       | 10 октября 2009                          | Англия                                   | 1:0                                      | —                                        | Отборочные матчи ЧМ-2010                 |
| 89                                       | 14 октября 2009                          | Андорра                                  | 6:0                                      | 1                                        | Отборочные матчи ЧМ-2010                 |
| 90                                       | 14 ноября 2009                           | Греция                                   | 0:0                                      | —                                        | Стыковые матчи ЧМ-2010                   |
| 91                                       | 18 ноября 2009                           | Греция                                   | 0:1                                      | —                                        | Стыковые матчи ЧМ-2010                   |
| 92                                       | 25 мая 2010                              | Литва                                    | 4:0                                      | 2                                        | Товарищеский матч                        |
| 93                                       | 29 мая 2010                              | Румыния                                  | 3:2                                      | —                                        | Товарищеский матч                        |
| 94                                       | 11 августа 2010                          | Нидерланды                               | 1:1                                      | —                                        | Товарищеский матч                        |
| 95                                       | 4 сентября 2010                          | Польша                                   | 1:1                                      | —                                        | Товарищеский матч                        |
| 96                                       | 7 сентября 2010                          | Чили                                     | 2:1                                      | —                                        | Товарищеский матч                        |
| 97                                       | 8 октября 2010                           | Канада                                   | 2:2                                      | —                                        | Товарищеский матч                        |
| 98                                       | 1 июня 2011                              | Узбекистан                               | 2:0                                      | —                                        | Товарищеский матч                        |
| 99                                       | 10 августа 2011                          | Швеция                                   | 0:1                                      | —                                        | Товарищеский матч                        |
| 100                                      | 7 октября 2011                           | Болгария                                 | 3:0                                      | 1                                        | Товарищеский матч                        |
| 101                                      | 11 ноября 2011                           | Германия                                 | 3:3                                      | —                                        | Товарищеский матч                        |
| 102                                      | 15 ноября 2011                           | Австрия                                  | 2:1                                      | —                                        | Товарищеский матч                        |
| 103                                      | 28 мая 2012                              | Эстония                                  | 4:0                                      | —                                        | Товарищеский матч                        |
| 104                                      | 1 июня 2012                              | Австрия                                  | 2:3                                      | —                                        | Товарищеский матч                        |
| 105                                      | 5 июня 2012                              | Турция                                   | 0:2                                      | —                                        | Товарищеский матч                        |
| 106                                      | 11 июня 2012                             | Швеция                                   | 2:1                                      | 2                                        | Финальные матчи ЧЕ-2012                  |
| 107                                      | 15 июня 2012                             | Франция                                  | 0:2                                      | —                                        | Финальные матчи ЧЕ-2012                  |
| 108                                      | 19 июня 2012                             | Англия                                   | 0:1                                      | —                                        | Финальные матчи ЧЕ-2012                  |

Итого: 108 матчей / 48 голов; 46 побед, 34 ничьих, 28 поражений.

### Тренерская
| Команда | Начало работы | Окончание работы | Результаты | Результаты | Результаты | Результаты | Результаты |
| Команда | Начало работы | Окончание работы | И          | В          | Н          | П          | % побед    |
| ------- | ------------- | ---------------- | ---------- | ---------- | ---------- | ---------- | ---------- |
| Украина | 15 июля 2016  | 1 августа 2021   | 52         | 25         | 13         | 14         | 048,08     |
| Дженоа  | 7 ноября 2021 | 15 января 2022   | 11         | 1          | 3          | 7          | 009,09     |
| Всего   | Всего         | Всего            | 63         | 26         | 16         | 21         | 041,27     |

## Личная жизнь

### Семья
Отец — Николай Григорьевич Шевченко, был военным, занимался военным пятиборьем,
мать — Любовь Николаевна Шевченко, старшая сестра — Елена, дядя — Владимир Шевченко.
В июле 2004 года Шевченко женился на американской модели Кристен Пазик, дочери бейсболиста Майка Пазика. В браке родились четверо сыновей — Джордан (29 октября 2004), Кристиан (13 ноября 2006), Александр (1 октября 2012) и Райдер-Габриэль (6 апреля 2014).

### Участие в бизнесе Романа Абрамовича

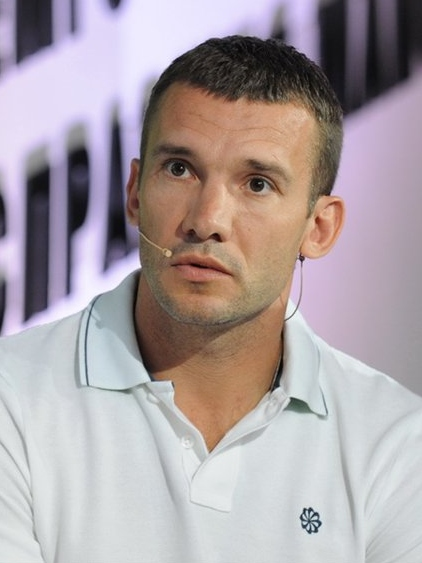
Андрей Шевченко на презентации Nike Clash Collection в 2012 году

Как показало расследование DW, Шевченко был причастен к компании из холдинга «Highland Gold Mining Limited» Романа Абрамовича, который добывает золота и серебра более чем на 300 млн долларов, что олигарх контролирует со своими бывшими однокурсниками Евгением Швидлером и Валерием Ойфом. По данным реестра компаний Великобритании, Шевченко с декабря 2015 года был совладельцем инвестиционной брокерской компании MC Peat & Co. LLP — лондонской фирмы, уполномоченного привлекать инвесторов в бизнес «Highland Gold Mining Limited», имея статус официального брокера акций холдинга, которые котируются на Лондонской бирже (обычно инвестброкера получают комиссию от размещения или продажи ценных бумаг). Шевченко не ответил на переданные через его ассистента вопрос DW о том, какую именно роль он играет в MC Peat & Co. LLP, а его появление здесь может быть связана с дружбой с Абрамовичем ещё со времён игры за «Челси».

### Видеоигры
Андрей Шевченко является одним из официальных лиц FIFA 2005 от EA Sports, а с 2014 года присутствует в серии игр FIFA в Ultimate Team Legends. В качестве игрока представлен в различных версиях серии игр Pro Evolution Soccer от Konami.

### Карьера в гольфе
В октябре 2011 года Шевченко выиграл серебро чемпионата Украины по гольфу. В мае 2013 года стал победителем турнира одного из гольф-клубов Англии Queenwood Golf Club.

### Общественная позиция
В феврале 2022 года выступил с критикой и осуждением вторжения России на Украину.
Является послом фандрейзингового проекта United24, который даёт возможность соединить потоки благотворительности и сборов денег для помощи Украине.
В ноябре 2022 года совместно с United24 начал восстановление стадиона в Ирпене, который был разрушен во время войны с Россией.